# Conclave de 1644
Le conclave de 1644 fut convoqué à la mort du pape Urbain VIII afin d'élire son successeur. Il eut lieu du 9 août au 15 septembre 1644 et s'acheva par l'élection du cardinal Giovanni Battista Pamphili, qui prit le nom de règne pontifical d'Innocent X.